# Gideon Kailipalaki Laanui
Gideon Kailipalaki-o-Kina'u Keheananui La'anui (né en janvier 1840 et mort le 26 juillet 1871) est un membre de la maison royale de Laanui (en), une branche de la maison de Kamehameha.
Il est un arrière-petit-neveu de Kamehameha le Grand, étant un arrière-petit-fils de Kalokuokamaile (en), le frère aîné de Kamehameha le Grand.

## Vie
Il est né en janvier 1840 dans la propriété de son père à Waialua. Il est nommé Gideon d'après son père Gideon Peleioholani Laanui (en), et Kailipalakai o Kina'u Keheananui, d'après le grand chef Kinau II. Son nom lui est donné parce qu'il a l'habitude de brosser la peau de Kina'u, injuriant le Dr Judd, ce qui a presque causé sa mort. Sa mère meurt de complication liées à l'accouchement deux mois plus tard. Sa sœur aînée Elizabeth Keka'aniau fréquente la Chiefs' Children's School (en), une école réservée aux enfants du plus haut rang du royaume, éligibles pour devenir dirigeants. Sous un ordre officiel du roi Kamehameha III, elle est proclamée éligible pour diriger le royaume hawaïen. Trop jeune pour s'y rendre, l'école ferme en 1849. Cependant, Gideon fréquente l'école de jour (également appelée Royal School) dirigée par le révérend Edward G. Beckwith avec les futurs monarques Kalākaua et Liliuokalani. Lui et sa sœur Elizabeth ne sont qu'en partie hawaïens (hapa) avec la même quantité de sang hawaïen que la reine Emma parce que leur mère Theresa Owana Kaheiheimalie Rives est à moitié française, fille du secrétaire français de Kamehameha II, Jean Baptiste Rives.
Il devient superviseur des propriétés royales sur l'île d'Oʻahu et fournisseur de nourriture pour la cour royale. Par son mariage avec Elizabeth Kamaikaopa Ka-o-paikawekiu-o-kalani le 12 juillet 1859, il a une fille, Theresa Owana Kaohelelani Laʻanui (1860-1944). Il est rapporté que Gideon tue sa femme (connue pour sa beauté) avec une pioche, mais son statut élevé empêche toute action en justice. La'anui meurt le 26 juillet 1871, à l'âge de 31 ans,.